# Hermoniana brozai
Hermoniana brozai är en insektsart som beskrevs av Ünal 2006. Hermoniana brozai ingår i släktet Hermoniana och familjen vårtbitare. Inga underarter finns listade i Catalogue of Life.